# Chionaema ariadne
Chionaema ariadne är en fjärilsart som beskrevs av Henry John Elwes 1890. Chionaema ariadne ingår i släktet Chionaema och familjen björnspinnare. Inga underarter finns listade i Catalogue of Life.